# مجموعة عمل إيران
في يوم الخميس، 16 أغسطس 2018، تشكلت مجموعة عمل إيران من قبل مايك بومبيو كمجموعة مخصصة من أجل تنسيق سياسة الولايات المتحدة تجاه الجمهورية الإسلامية الإيرانية. تتبع المجموعة مسار انسحاب الولايات المتحدة من الاتفاق النووي الإيراني.

## الخلفية
بعد مرور عام ونصف على انتخاب دونالد ترامب لرئاسة الولايات المتحدة الأمريكية، أعلن ترامب انسحاب بلاده من الاتفاق النووي الذي توصلت إليه واشنطن وقوى دولية أخرى مع إيران في 14 يوليو 2015، على رغم من ان التقارير التي اصدرتها الوكالة الدولية للطاقة الذرية اكدت على التزام إيران الكامل بالاتفاق النووي. كما أعلن استئناف العمل بكافة العقوبات التي تم تعليقها نتيجة التوصل إلى هذه الصفقة.
فعلى خلفية أزمة البرنامج النووي الإيراني، وبرامج إيران الصاروخية أيضا، التي تعتبرها واشنطن بمثابة تهديد، تشهد العلاقات بين أمريكا وإيران توترا كبيرا.
في يوم الاثنين 30 يوليو 2018، أعلن الرئيس الأمريكي دونالد ترامب، أنه لا مانع لديه من إجراء لقاء مع الرئيس الإيراني، حسن روحاني. 
رفضت إيران الثلاثاء بشكل رسمي الحوار مع ترامب، وقالت إن الولايات المتحدة الأمريكية «غير جديرة بالثقة». وقد اشترط مستشار الرئيس حسن روحاني، حميد أبو طالبي، أن تعود واشنطن إلى الاتفاق النووي قبل الجلوس إلى طاولة الحوار، قائلاً إن احترام حقوق الأمة الإيرانية وخفض الأعمال العدائية والعودة للاتفاق النووي خطوات يتعين اتخاذها لتمهيد طريق المحادثات بين إيران وأمريكا.

## حول المجموعة

### تاريخ التشكيل
في يوم الخميس، 16 أغسطس 2018 أعلن وزير الخارجية الأميركي مايك بومبيو في مؤتمر صحفي عن تشكيل مجموعة عمل خاصة بشأن إيران.

### الأهداف

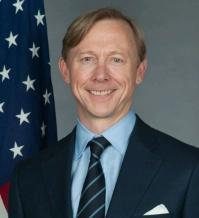
براين هوك المسؤول عن مجموعة العمل.

أعلنت وزارة الخارجية الأمريكية بان الهدف من تشكيل هذه المجموعة هو تنفيذ إستراتيجية الإدارة تجاه إيران والضغط عليها لتغيير سلوكياتها.
حيث انها ستقود إستراتيجية الضغوط الدبلوماسية والاقتصادية القصوى على إيران، مع إمكانية فرض عقوبات على الدول التي لا تلتزم بإجراءات واشنطن.

### الاعضاء
قدم بومبيو، وزير خارجية الولايات المتحدة، في المؤتمر الصحفي براين هوك، مدير التخطيط السياسي لوزارة الخارجية، رئيسا للمجموعة.
وهو في مايو الماضي قاد محاولة إدارة ترامب التي لم تنجح، للتفاوض مع الحلفاء الأوروبيين على تغيير الاتفاق النووي مع إيران، كما كان مسؤولاً عن الجهود التي بذلت لحشد دعم حلفاء الولايات المتحدة لقرار ترامب الانسحاب من الاتفاق.
وفي المؤتمر رفض براين هوك الإفصاح عن أسماء أعضاء مجموعة العمل، لكنه قال إنها ستضم عدة مسؤولين وخبراء من متخصصي الشؤون الخارجية في الوزارة وبالإدارة الأميركية.

## ردود الفعل
إيران: أكد الناطق باسم الخارجية الإيرانية، بهرام قاسمي، خلال مؤتمر صحفي على أن تشكيل هذه المجموعة من قبل الولايات المتحدة الأمريكية من أجل تطبيق عقوباتها على طهران تتعارض مع القوانين الدولية. وأعلن وزير الخارجية الإيراني محمد جواد ظريف، ان هذه المجموعة تهدف إلى الإطاحة بالدولة الإيرانية لكنها ستفشل. وكتب في تغريدة: «"قبل 65 عاما أطاحت الولايات المتحدة بحكومة الدكتور مصدق الديمقراطية المنتخبة ونصبت الدكتاتورية وأخضعت الإيرانيين لمدة 25 عاما. والآن تحلم مجموعة العمل بممارسة نفس الضغط والتضليل والديماغوجية.. لن يحدث ثانية"».
وقال إيغور بانكرتينكو، الباحث والصحفي في الشرق الأوسط، إن واشنطن تريد تحقيق أرباح من القضايا الاقتصادية في إيران من خلال التسبب في الاضطرابات وتشجيع الاحتجاجات المحلية في حين يبدو من المستحيل «أن تتمكن الولايات المتحدة من تحويل هذه المظاهرات إلى عمل سياسي».